# ناس من دبلن
ناس من دبلن (بالإنجليزية: Dubliners)‏ مجموعة قصصية للكاتب الأيرلندي جيمس جويس تتكون من 15 قصة قصيرة، وتعالج حياة الأهالي في دبلن وعاداتهم وتقاليدهم والحالة الروحية في الفترة بين الاحتلال والاستقلال، وتكشف عن طموح جيل للانتقال إلى مُثل عليا، باحثًا عن الجذور التي تبنى عليها حياة جديدة ترتبط بالحياة الحديثة وقيم التقدم، وكأن الكتابة عن دبلن هي الكتابة عن قلب العالم.
كُتِبت القصص عندما كانت الحركة القومية الأيرلندية في أوجها، وعند احتدام البحث عن الهوية والغاية الوطنية وبلوغه منعطفًا تاريخيًا وحضاريًا. هُزَّت أيرلندا بالعديد من الأفكار والمؤثرات المتقاربة. تلقي القصص الضوء على فكرة جويس حول لحظة الظهور: وهي لحظة تشهد فيها الشخصية فهمًا ذاتيًا مغيّرًا للحياة أو تنويرًا، وتركّز على فكرة العجز التي شعر جويس من خلالها أن الحركة القومية الأيرلندية قد أصابت التقدم الحضاري بالركود، الأمر الذي وضع دبلن في قلب هذه الحركة الرجعية. ظهرت العديد من الشخصيات في ناس من دبلن ضمن أدوار صغيرة في وقت لاحق في روايته عوليس. تُروى القصص الأولية في المجموعة من خلال أبطال الرواية الأطفال، ومع استمرار تطور القصص، تتناول حياة وشواغل شخصيات أكبر سنًا بشكل تدريجي. وهذا يتماشى مع التقسيم الثلاثي لجويس للمجموعة إلى الطفولة والمراهقة والنضج.

## تاريخ النشر
بين عام 1905، عندما أرسل جويس مخطوطة أولية إلى ناشر للمرة الأولى، وعام 1914 عندما نُشر الكتاب أخيرًا، عرض جويس الكتاب 18 مرة على ما مجموعه 15 ناشر. وافقت دار لندن للناشر غرانت ريتشاردز على نشره عام 1905. غير أن دار الطباعة رفضت أن تطبع إحدى القصص «متآنقان»، ثم بدأ ريتشاردز بالضغط على جويس لحذف عدد من المقاطع الأخرى التي زعم أن الدار قد رفضت أيضًا وضعها. احتجّ جويس على ذلك لكنه وافق في نهاية المطاف على بعض التغييرات المطلوبة. تراجع ريتشاردز عن الصفقة في النهاية. عند ذلك أعاد جيس تقديم المخطوطة الأولية لناشرين آخرين، وبعد حوالي ثلاث سنوات (1909) وجد مرشحًا راغبًا في دار مونسيل آند روبرتس من دبلن. ورغم ذلك، نشأ خلاف مماثل ورفضت شركة مونسيل أيضًا نشره، حتى أنها هددت بمقاضاة جويس بسبب تكاليف الطباعة التي تكبدتها بالفعل. عرض جويس أن يدفع تكاليف الطباعة بنفسه في حال تسليم الأوراق إليه والسماح له بإكمال المهمة في مكان آخر وتوزيع الكتاب، ولكن عندما وصل جويس إلى الطابعين رفضوا تسليم الأوراق، وأحرقوها في اليوم التالي. تمكن جويس من إنقاذ نسخة واحدة تحصّل عليها «عن طريق الحيلة». ثم عاد إلى إرسال المخطوطة إلى ناشرين آخرين، وفي عام 1914 وافق دار غرانت ريتشاردز مرة أخرى على نشر الكتاب، باستخدام التجارب اللوحية التي احتفظت بها دار مونسيل كنسخة.

## المحتويات
تضمُّ المجموعة الخمسةَ عشر قصة التالية:
- «الأخوات» «The Sisters».
- «إيفلاين» «Eveline».
- «بعد السباق» «After the Race».
- «لقاء» «An Encounter».
- «آرابي» «Araby».
- «المثوى العام» «The Boarding House».
- «نظائر» «Counterparts».
- «كلاي» «Clay».
- «قضية مؤلمة» «A Painful Case».
- «يوم اللبلاب في غرفة الاجتماع» «Ivy Day in the Committee Room».
- «أم» «A Mother».
- «متآنقان» «Two Gallants».
- «سحابة صغيرة» «A Little Cloud».
- «نعمة إلهية» «Grace».
- «الموتى» «The Dead».

## روابط خارجية
- ناس من دبلن على موقع الموسوعة البريطانية (الإنجليزية)